# Kowalszczyzna (Koluszki)
Kowalszczyzna – dawniej samodzielna wieś, od 1949 część miasta Koluszki w województwie łódzkim, w powiecie łódzkim wschodnim, w gminie Koluszki. Leży w południowo-wschodniej części Koluszek, w okolicy ulicy Świętego Stanisława Kostki. Od południa graniczy ze wsią Słotwiny.

## Historia
Dawniej samodzielna miejscowość. Od 1867 w gminie Długie. W okresie międzywojennym należała do powiatu brzezińskiego w woj. łódzkim. 16 września 1933 utworzono gromadę Zygmuntów w granicach gminy Długie, składającą się ze wsi Zygmuntów i Kowalszczyzna. 2 grudnia 1936 ze znoszonej gromady Zygmuntów wyłączono wieś Kowalszczyzna, tworząc w niej odrębną gromadę w granicach gminy Długie.
Podczas II wojny światowej w Generalnym Gubernatorstwie, w dystrykcie radomskim; gdzie hitlerowcy włączyli mieјscowość do powiatu tomaszowskiego. W 1943 mieјscowość liczyła 406 mieszkańców.
Po wojnie mieјscowość powróciła do powiatu brzezińskiego w woj. łódzkim jako jedna z 10 gromad gminy Długie. 
28 kwietnia 1949, w związku z nadaniem Koluszkom statusu miasta, Kowalszczyznę włączono do Koluszek.